# Distretto di Maúa
Il distretto di Maúa è un distretto del Mozambico, facente parte della Provincia di Niassa.